# 與狼共枕
《與狼共枕》（英語：Good Lover, Bad Partner）是香港亞洲電視製作的電視劇，由蕭鍵鏗及鄭偉文監製。本劇拍攝於1998年，但是在2000年10月才於本港台首播。劇集故事講述由王薇飾演的周雪兒遇上甄志強飾演的上司林景俊，本是完美之一對，但當二人結婚後，俊露出本來面目，他不但沒有好好地愛惜雪兒，更弄致雪兒家散人亡。
本劇曾在2010年於南方電視台廣東影視重播，並在2015年11月9日至11月24日安排於亞洲電視專屬數碼頻道歲月留聲香港時間逢星期一至日08:00-10:00播出（每次播映兩集），當日14:00-16:00、22:30-00:30、翌日04:00-06:00重播。

## 概要
一个弱女对抗恶魔豺狼的故事......曲折离奇！引人入胜！欲望扭曲，如意郎君步步堕落，终成冷血杀人魔王。情爱迷失，娇俏新娘夜夜噩梦，险成无辜待宰羔羊。一次美丽之邂逅，竟是梦魇缠绕不休的可怕回忆。

## 劇情（详细）
單純的周雪兒 遇上英俊不凡的林景俊 ，本是完美之一對，但當二人結婚後，俊露出本來面目，他不但沒有好好地愛惜雪兒，更弄致雪兒家散人亡。究竟雪兒能否擺脫俊之魔爪？這頭無惡不作的豺狼最終命運如何?
周雪兒本為一幸福純真、嚮往愛情的待嫁姑娘，卻於一次往馬來西亞旅遊中遇上了上司林景俊牽涉入一宗涉嫌謀殺案中，雪兒同情俊為其做了一次假證供，令俊倖免脫罪，至此俊就瘋狂的愛上了雪兒，並千方百計破壞兒的婚事，並進而攻陷其芳心，與雪兒步入了教堂，結為夫婦。
可是婚後雪兒才知當日大馬一案原來俊確是真兇，其時俊豺狼面目也逐漸顯露，原來俊不但權力欲重、報復心強，且將雪兒當成禁臠看待，雪兒有一妹雪玲本為邊緣少女，因受雪兒開導，終重返正途，兩人姊妹情深，玲見兒飽受欺凌，乃欲帶雪兒逃離俊的魔掌，俊得悉遂憤而將玲姦污，玲欲從正途控告俊，但俊此時已到隻手遮天地步，玲不甘心欲私人執法，卻反遭俊殺害！其時，任何欲對兒想施加援手的人都會遭受滅亡命運，兒傷心欲絕，終明白再逃避也不是辦法，惡夢已經展開，要打破它亦唯有靠自己……

## 劇情（简）
周雪兒（王薇）一直覺得自己已擁有世上所有的幸福，但她從來沒有想過，一次與林景俊（甄志強）的邂逅，竟然會令自己、家人，甚至周遭所接觸的人的一生都改變了……自私霸道的俊結識了兒後，不惜橫刀奪愛，把兒攫奪過來！天真的兒竟然不知不覺墮進他所設的情網之中。當二人結婚後，俊終於露出豺狼面孔，不但沒有好好愛惜兒，更把她周遭的人害至家散人亡。正當俊事業如日中天的時候，兒決意離開這頭人面獸心的豺狼。究竟，兒能否擺脫俊的魔爪，而又有誰能夠把這頭無惡不作的豺狼幹掉呢？

## 演員表

### 葉家/林家
| 演員      | 角色   | 暱稱/關係 |
| 黃樹棠    | 葉炯權 | 林景俊之父 早年為江湖中人，抛妻棄子，後因重罪入刑 於第16集受林景俊唆擺殺死羅昌，後被判入獄 於第31集將腎臟移植給林景俊後，身體衰竭身亡 靈位安放於寶福山 |
| -         | 娟     | 葉門林氏 葉炯權之妻 劉懿芳之誼姊 林景俊之生母 在林景俊童年時上吊自殺 |
| 呂有慧    | 劉懿芳 | Gracee 林景俊之養母 與林景俊生母情同姊妹，在其自殺後代其養育林景俊 與曾展就因志趣相投而日久生情，後不顧林景俊“反對”與其結為夫妻 |
| -（童年） | 林景俊 | Charles 港生銀行分行副經理→分行經理→總經理→分行經理，最後（第32集）被解僱 患有哮喘 葉炯權之子 劉懿芳之養子 表面是一個高薪厚職、年青有為的青年才俊，內裏卻是一個人格扭曲、心術不正的“惡狼”，人前風流倜儻、秉公辦事，實則極富心計，且報復心強；感情方面，雖鍾情於周雪兒，對其愛護備至，但佔有慾極強，同時又會以自身優越條件玩弄及利用周邊女性 周雪兒之夫，後離婚 自小痛恨父親，視其為仇人 起初對養母頗為孝順，反目後卻其身心折磨 於第2集在馬來西亞殺害其第一任女友馮嘉美，後得周雪兒的假口供脱罪 於第32集被判入精神病院，結尾時疑似逃出 |
| 甄志強    | 林景俊 | Charles 港生銀行分行副經理→分行經理→總經理→分行經理，最後（第32集）被解僱 患有哮喘 葉炯權之子 劉懿芳之養子 表面是一個高薪厚職、年青有為的青年才俊，內裏卻是一個人格扭曲、心術不正的“惡狼”，人前風流倜儻、秉公辦事，實則極富心計，且報復心強；感情方面，雖鍾情於周雪兒，對其愛護備至，但佔有慾極強，同時又會以自身優越條件玩弄及利用周邊女性 周雪兒之夫，後離婚 自小痛恨父親，視其為仇人 起初對養母頗為孝順，反目後卻其身心折磨 於第2集在馬來西亞殺害其第一任女友馮嘉美，後得周雪兒的假口供脱罪 於第32集被判入精神病院，結尾時疑似逃出 |

### 馬家/周家
| 演員   | 角色   | 暱稱/關係 |
| 饒芷昀 | 馬潤梅 | 馬海生之姊 鄧萍之大姑 周雪兒、周雪玲之養母 居住在月華樓 於第25集被氣至中風，以致口齒不清 |
| 羅青浩 | 馬海生 | 馬潤梅之弟 鄧萍之夫 周雪兒、周雪玲之舅父 於月華樓暫住 於第25集偷運國寶而被槍決（被林景俊嫁禍） |
| 繆非臨 | 鄧萍   | 上海人 馬海生之妻，後離婚 馬潤梅之弟媳 於月華樓暫住 林景俊之情婦，後反目 司徒啟南之妻 於第32集拿開信刀自割手腕嫁禍林景俊                                                                            |
| 王 薇  | 周雪兒 | 馬潤梅之養女 馬海生之姪女 周雪玲之姊 居住在月華樓 因馮嘉美在馬來西亞被殺案中相信林景俊是無辜，出庭冒險作假口供為其脱罪 何永楷之女友兼未婚妻，因为林景俊介入而移情別戀 林景俊之妻，後離婚 徐子康之妻 |
| 韓君婷 | 周雪玲 | 馬潤梅之養女 馬海生之姪女 周雪儿之妹 居住在月華樓 喜歡徐子康，曾為其女友，後分手 於第27集持刀殺害林景俊不遂後，不慎衝出馬路而被車撞到身亡                                                           |

### 徐家
| 演員   | 角色   | 暱稱/關係 |
| 陳麗雲 | 鍾妙群 | 徐子康之母 |
| 袁文傑 | 徐子康 | 馬來西亞華僑 1968年1月4日出生 擁有馬來西亞大學學位（不被香港承認），初期在港生當辨公室助理，由低做起，後轉到創基受到孔競庭賞識且提攜 鍾妙群之子 為人正直善良，忠于自己原則 曾與周雪玲短暫交往，後因性格不合而分開 周雪兒之第三任男友，後結為夫妻 於第29集被林景俊陷害入獄 於第31集在獄中被林景俊買兇刺死（1998年7月2日） 靈位安放於半春園大雄宝殿思親堂 |

### 其他演員
- 劉志榮 飾 孔競庭（港生總裁，後以三倍薪酬跳槽創基；因妻子與林景俊有染，而成為其天敵，並處處與其作對）
- 宗　揚 飾 何永楷（1968年出生；周雪兒第一任男友兼未婚夫，交往七年，在周雪兒與林景俊婚宴當晚服藥自殺身亡；靈位安放於半春園）
- 黃允材 飾 司徒勇
- 江　圖 飾 曾展就（港生職員；劉懿芳之夫，第29集鼻癌逝世）
- 徐二牛  飾 區龍 （馬來西亞警官）
- 周兆麟  飾 區龍下屬（馬來西亞警員）
- 馮　國 飾 高經理（創基高層；於第31集被周雪兒解僱）
- 司馬華龍 飾 石啟南（上海人；啟南集團主席；於第3O集目睹林景俊與鄧萍的情慾影片導致病發逝世）
- 關　鍵 飾 陸孝廉（港生分行經理，曾退休，後復職）
- 關偉倫 飾 關經理（創基高層；於第31集被周雪兒解僱）
- 羅樹淇 飾 郭兆亨（港生銀行主席）
- 馮麗嫦 飾 Amy（港生職員，因一時口沒遮攔惹怒林景俊，被林以工作表現不皆為由，要求其自動辭職，後跳槽創基）
- 莊欣玲 飾 Anna（港生職員）
- 黃美芬 飾 Emily（孔競庭之妻，後離婚）
- 林美華 飾 May（港生職員）
- 周恩恩 飾 Maggie（港生職員；因一次盗竊款項並嫁禍於周雪兒，查明真相後被辭退）
- 余俊峰 飾 羅昌（財經版記者，因對林景俊窮追猛大而被調往娛樂版，後以何永楷生前之日記勒索林，繼而被受林唆擺的葉炯權殺害）
- 黎家嘉 飾 Co Co（迷戀林景俊，並受其指使誣告何永楷非禮；妒忌周雪兒；後被林此亂終棄而跳樓自殺身亡）
- 劉宗基 飾 劉 Sir
- 鄭恕峰 飾 重案組探長
- 吳　霆 飾
- 李嘉莉 飾 馮嘉美（May；林景俊第一任女友，後被其殺害）
- 馬宗德 飾 馮柏年（May父親；黑幫老大；於第4集追殺林景俊時被區龍開槍撃閉）
- 蘇漢生[註 1]  飾 馮柏年手下
- 劉的之[註 2]  飾
- 陳　東 飾 黃經理（港生高層；於第31集跳槽創基）
- 李　勇 飾 Joe
- 余文炳 飾 包經理（港生高層；於第31集跳槽創基）
- 劉　準 飾 港生高層（於第31集跳槽創基）
- 陳保元 飾 古惑仔
- 嘉　俊 飾 創基銀行職員
- 吳曼麗 飾 Rebecca（孔競庭秘書）
- 王清河 飾 何永楷祖父
- 梁錦燊[註 3] 飾 馮嘉美被殺案控方律師/蘇納圖父
- 梁浩楷 飾
- 廖文蔚 飾 卡拉Ok侍應
- 禇肇淇 飾 Simon
- 劉國誠 飾 李巨榮
- 許秉珩 飾 蘇納圖（蘇公子印尼華喬）
- 殷　寧 飾 蘇納圖妻
- 曾守明 飾
- 楊嘉諾 飾
- 蔡國威 飾
- 林燕明 飾 Shirely（創基銀行職員）
- 梁克遜[註 4] 飾 創基高層
- 紀保羅[註 5] 飾 Mr.Johnson（創基高層）
- 黃志榮[註 6] 飾 醫生
- 仙人球[註 7] 飾 創基高層
- 賴榮顯[註 8] 飾 胡老闆
- 夏玉麟[註 9] 飾 公安
- 計祥龍[註 10] 飾
- 曾玉娟[註 11] 飾 林俊景秘書

## 外景
香港
- 月華樓（戲中馬家/周家住宅）
- WILLSON PARK
- 厚福酒樓
- 西九龍中心
- 半島酒店
- 北九龍裁判司署
- 海濱廣場
- 都爹利街、雪廠街
- 半春園
- 粤華樂器行
- 寶福山纪念馆
- 舊油麻地警署
- 西貢樟木頭老人渡假中心
- 松濤苑
- 文化中心
- 瑞安護老中心
- 大上海飯店
- 伊利沙伯醫院

 马来西亚
- RIVERA BAY RESORT  MALALLA  MALAYSIA
- POLIS DIRAJA RUKIT AMAN  MALAYSIA
- POLIS DIRAJA MELAKA
- MALAYSIA AIRPORTS BHD  （MELAKA）
- MUZIUM SAMUDERA PERRADANAN MUZIUM MELAKA
- MALAQA HOUSE
- SAMPAN RESTAURANT MELAKA
- SUNWAY LAGOON WATERPARK
- DYNASTY HOTEL KUALA LUMPUR SINGAPORE AIRLINES LTD. HO WAH GENTING TRAVELS SDN BHD.（劇中稱作“花園酒店”）
- 聖地亞哥城門
- 蘇丹阿都沙末大廈

## 金句
「男人點解要為難女人？」（男人何苦為難女人？） ---- 周雪兒
「一句“後生可畏”，就乜都冇晒。」（一句“後生可畏”，就什麽都失去了。） ---- 林景俊
∗上述角色及對白只屬虛構

## 音樂
- 張學友歌曲《只要共你活一天》，林景俊於首尾兩集哼唱此曲，而林景俊送給周雪兒的音樂亦以此曲為主題。
- 葉振棠歌曲《勝利雙手創》
- Raihan歌曲《Syukur(feat.Yusuf Islam)》
- 任劍輝歌曲《遊龍戲鳳》
- David RudderMargareth Menezes歌曲《Dark Secret》
- 伍思凱歌曲《特别的愛給特别的你》
- 彭玲歌曲《罷不來》
- 王菲歌曲《約定》
- 金·凱利歌曲《I'm Singing In The Rain》
- 歌曲《What Difference A Day Makes》

## 配樂
本劇的一系列配樂由黃邦賢原創。
其他：
- Apricot Systematic《ProgramⅢ(シンフォニーうる星やつら~回想~)》
- Paradise《Love Theme》

## 軼事
- 甄志強原本被派演《我和殭屍有個約會》中「山本一夫」一角，因不想錯過男主角的機會而選擇了接演本劇。

- 本劇是韓君婷當选亚姐後，第一套參与拍摄的劇集。

- 劇中提及的「伊甸園」計劃、「明日帝國」計劃以及「電影城」計劃,什至「銀行城」計劃皆與無綫電視劇集《創世紀》中的「無煙城」計劃理念相近。

## 外部連結
- 與狼共枕 - 黃韻材(黃允財/黃允材)網站
- 豆瓣电影上《與狼共枕》的資料 （简体中文）
- 《與狼共枕》亞洲電視 （页面存档备份，存于）